# Скарсдејл (Њујорк)
Скарсдејл (енгл. Scarsdale) град је у америчкој савезној држави Њујорк.

## Демографија
По попису из 2010. године број становника је 17.166, што је 657 (-3,7%) становника мање него 2000. године.
| Група             | 2000.          | 2010.          |
| Белци             | 14.594 (81,9%) | 13.648 (79,5%) |
| Афроамериканци    | 271 (1,5%)     | 260 (1,5%)     |
| Азијати           | 2.242 (12,6%)  | 2.225 (13,0%)  |
| Хиспаноамериканци | 467 (2,6%)     | 671 (3,9%)     |
| Укупно            | 17.823         | 17.166         |